# تيمزريت
تيمزريت بلدية بولاية بجاية بالجزائر

## أعلام
- فوزي يايا

## مواضيع ذات صلة
- بلديات ولاية بجاية
- دوائر ولاية بجاية